# Mama (fiume)
La Mama (in russo Мама?) è un fiume della Siberia orientale, affluente di sinistra del fiume Vitim (bacino della Lena). Scorre nella Buriazia e nell'Oblast' di Irkutsk, in Russia.
Il fiume ha origine dalla confluenza dei due rami sorgentizi Pravaja Mama e Levaja Mama provenienti dalle pendici settentrionali dei monti dell'Angara Superiore (Верхнеангарский хребет); sfocia nel Vitim a 171 km dalla sua foce, presso l'omonimo villaggio di Mama. Il fiume ha una lunghezza di 211 km, che assieme alla Levaja Mama arrivano a 406 km; l'area del suo bacino è di 18 900 km². Il suo maggior affluente (da destra) è il Konkudera, lungo 153 km. 
La Pravaja Mama e la Levaja Mama sono fiumi di semi-montagna, con rapide, cascate e ripide sponde rocciose. Lungo la Levaja si snoda un popolare percorso di turismo acquatico.